# Los Lobos (gang)
Pour les articles homonymes, voir Los Lobos (homonymie).
Los Lobos (en français : Les Loups) est une organisation criminelle équatorienne spécialisée dans le trafic de drogue et travaillant comme tueur à gages pour des partenaires internationaux ou des groupes alliés. Los Lobos a commencé comme un groupe dissident du cartel de la drogue Los Choneros, mais s'est séparé en 2020 après la mort de Jorge Luis Zambrano (en), avec Los Chone Killers et Los Tiguerones. Le groupe compte plus de 8 000 membres et opère principalement dans les villes de Latacunga, Cuenca et Machala, ainsi que dans la province de Pastaza. Los Lobos participe aux exportations de cocaïne en Équateur.

## Histoire
Los Lobos a commencé comme un groupe dissident du cartel de la drogue Los Choneros. Après l'assassinat de Jorge Luis Zambrano (en), le chef du gang, en 2020, un vide est resté à la tête de l'organisation. En raison de leur position affaiblie, plusieurs gangs, dont Los Lobos, se séparèrent et formèrent une nouvelle alliance pour les combattre. Ils se faisaient appeler la Nueva Generación.
Des membres de Los Lobos ont été impliqués dans plusieurs émeutes dans les prisons de l'Équateur. Le 28 septembre 2021, un différend entre Los Lobos et Los Choneros dans le Pénitencier du Litoral (en), à Guayaquil, a conduit à une émeute qui a tué 123 détenus et en a blessé plus de 80. Il s'agissait de l'émeute carcérale la plus meurtrière de l'histoire de l'Équateur. Le 4 avril 2022, des émeutes ont éclaté dans la prison de Turi, à Cuenca, tuant au moins 20 détenus. Alexander Quesada, le chef de Los Lobos, et Marcelo Anchundia, le chef du gang rival R7, seraient à l'origine de l'émeute. Le 9 mai 2022, au moins 44 détenus ont été tués et plus de 100 ont réussi à s'évader après une émeute dans la prison de Bellavista, à Santo Domingo. L'émeute a eu lieu entre des membres de Los Lobos et de R7 dans le but de tuer Anchundia, qui avait été transférée à la prison avec Quesada.
En novembre 2022, Los Lobos et leur allié Los Tiguerones (en) ont été à l'origine d'une vague de violence à travers l'Équateur après que plusieurs de leurs membres ont été transférés hors du pénitencier du Litoral, ce qui, craignaient-ils, entraînerait une perte de contrôle sur la prison. Au cours de la vague de violence, deux corps sans tête ont été retrouvés pendus à un pont, des détenus ont pris en otage huit gardiens, neuf voitures piégées ont été déclenchées dans les provinces d'Esmeraldas et de Guayas et cinq policiers ont été abattus.

### Assassinat de Fernando Villavicencio
Le 9 août 2023, des hommes masqués se réclamant de Los Lobos ont revendiqué l'assassinat de Fernando Villavicencio dans une vidéo. Dans une deuxième vidéo, d'autres hommes prétendant être membres de Los Lobos ont nié avoir joué un rôle dans l'assassinat et ont déclaré qu'ils étaient victimes d'un coup monté.